# New Allakaket
New Allakaket és una concentració de població designada pel cens dels Estats Units a l'estat d'Alaska. Segons el cens del 2000 tenia 36 habitants.

## Demografia
Segons el cens del 2000, New Allakaket tenia 36 habitants, 8 habitatges, i 7 famílies La densitat de població era de 6,2 habitants/km².
Dels 8 habitatges en un 75% hi vivien nens de menys de 18 anys, en un 75% hi vivien parelles casades, en un 0% dones solteres, i en un 12,5% no eren unitats familiars. En el 12,5% dels habitatges hi vivien persones soles el 0% de les quals corresponia a persones de 65 anys o més que vivien soles. El nombre mitjà de persones vivint en cada habitatge era de 4,5 i el nombre mitjà de persones que vivien en cada família era de 4,57.
Per edats la població es repartia de la següent manera: un 44,4% tenia menys de 18 anys, un 8,3% entre 18 i 24, un 22,2% entre 25 i 44, un 19,4% de 45 a 60 i un 5,6% 65 anys o més.
L'edat mediana era de 23 anys. Per cada 100 dones hi havia 125 homes. Per cada 100 dones de 18 o més anys hi havia 100 homes.
Entorn del 42,9% de les famílies i el 23,5% de la població estaven per davall del llindar de pobresa.

## Poblacions properes
El següent diagrama mostra les poblacions més properes.